# Младоконсерватизм
Младоконсерватизм (нем. Jungkonservatismus) — праворадикальная политическая теория и движение, возникшее на рубеже 1910—1920-х годов в Германии. Первоначально структурировалось как кружок крайне правых интеллектуалов, который выступал с позиций консервативной революции, национализма, антикоммунизма и антилиберализма.

## Обновление через радикализацию
Революционные потрясения, обрушившиеся на Европу после Первой мировой войны, продемонстрировали глубокий кризис традиционного консерватизма (особенно центральноевропейского, в меньшей степени британского и французского), восходящего к феодальным монархиям. Группы активных консерваторов, особенно ветераны войны, сделали ставку на радикальное идеологическое обновление. Основные доктринальные новации состояли в том, что младоконсерваторы
- принимали революционную методологию как средство борьбы за консервативный идеал — в противостоянии Русской и Германской революциям 1917-1918 годов как «антинациональным»;
- принимали некоторые принципы социализма и коллективизма — в жёстко антикоммунистическом, антимарксистском прочтении;
- обращались не только к традиционным консервативным слоям, но и к рабочим массам.

Серьёзное идейное влияние на германских младоконсерваторов оказали австрийские идеи «христианского корпоративизма», в первую очередь работы Отмара Шпанна. Практическую основу младоконсервативных концепций создавала деятельность германского фрайкора и австрийского хеймвера.
Наиболее последовательный выразитель этой тенденции Эдуард Штадтлер призывал

Сочетать браком истинные, неискаженные консервативно-прусские государственные идеи и тенденции волеизъявления с новым, социалистическим содержанием близящейся революции, порождённой мировой войной.

## Позиции, структуры, деятели
Первоначально «младоконсерваторами» назвался кружок интеллектуалов, сложившийся в конце 1918 года вокруг Артура Мёллера ван ден Брука. Приставка Jung- — «Младо-» означала отмежевание от прежнего — «реакционного» — консерватизма. Главными организационными и пропагандистскими структурами младоконсерватизма являлись журнал Das Gewissen, Июньский клуб, Немецкий клуб господ, впоследствии журнал Der Ring.
Новая идеология предполагала революционную волю как средство построения органического общества. Младоконсерваторы позиционировались как «революционеры справа», крайние националисты, антикоммунисты и антилибералы. Популистские мотивы парадоксально сочетались с категорическим отвержением демократии, элитаризмом и социал-дарвинизмом. Положительный идеал младоконсерваторов также сильно отличался от прежнего: речь шла о системе, близкой к фёлькише, с большой степенью социального популизма. Дальше других заходил Штадтлер, пропагандировавший в своей Антибольшевистской лиге «немецкий христианский социализм» корпоративистского толка и заслуживший в традиционно-консервативных кругах репутацию «опасного радикала».
В воззрениях Мёллера ван ден Брука ключевым элементом являлся геополитический пангерманизм, концепция Срединной Европы под контролем Великой Германии. Важную роль играл идеализм с элементами национальной мистики. Соответствующие философские основы были заложены, в частности, Эдгаром Юнгом и Эрнстом Юнгером. Социально-экономические и политические установки младоконсерватизма активно развивали журналисты Ханс Церер и Генрих фон Гляйхен-Русвурм. Младоконсервативными по сути были взгляды Вальдемара Пабста и других командиров фрайкора.
Эти позиции коррелировались с практическими действиями ряда представителей политической и деловой элиты Веймарской Германии. К младоконсерваторам примыкали такие известные политики, как генерал Ханс фон Сект и дипломат Ульрих фон Брокдорф-Ранцау. Социальные концепции младоконсерватизма отразились в «Соглашении Стиннес — Легин» между крупными предпринимателями и социал-демократическими профсоюзными лидерами.

## Идейное влияние
Младоконсерваторы не являлись нацистами, однако сыграли видную роль в идейном и организационно-политическом становлении германского национал-социализма. Такие видные представители младоконсерватизма, как Штадтлер, Юнг, Пабст участвовали в создании Гарцбургского фронта и Общества по изучению фашизма. Их идеи были во многом восприняты НСДАП. Воззрения Мёллера ван ден Брука оказались близки доминирующей в нацизме гитлеровской группе, позиции Штадтлера в большей степени подходили фракции братьев Штрассеров.
После Второй мировой войны черты младоконсерватизма просматривались в программах и политике DKP-DRP, DRP, DFP, NPD. На международном уровне младоконсерватизм повлиял на многие ультраправые тенденции (особенно заметные воздействие отмечалось в структурах Всемирной антикоммунистической лиги), вплоть до современного неофашизма.